# José Luis Cardoso
José Luis Cardoso Lobo (Sevilla, 2 de febrero de 1975) es un expiloto de motociclismo español. Durante la temporada de 2006, estuvo pilotando para el equipo Pramac d'Antin Ducati.

## Biografía

### Primeros años
Su primer éxito sería la victoria en 1990 del Campeonato andaluz de 125 cc, antes de ser promovido al campeonato nacional un año más tarde. En 1993  gana el título nacional de 125 cc, así como el andaluz de 250 cc, e hizo su debut en 125 cc en el Campeonato Mundial en el Gran Premio de su casa. Combinó el mundial y el campeonato español en 250 cc corriendo durante las dos siguientes temporadas , acabando subcampeón en el nacional de 1995.
Cardoso se concentró en el panorama internacional corriendo por primera vez en 1996, pero solo pudo conseguir ser alcanzar la posición 16 en general de las dos siguientes temporadas. también participó en 1998, ganando el título español 250 cc y acabado el undécimo en el nivel internacional.

### 500cc y MotoGP
Esto fue suficiente para dar el salto a 500 cc con una TSR Honda en 1999, acabado 25.º en general. En 2000 su equipo tuvo el patrocinio de Maxon Dee Cee Jeans, y  acabe décimo octavo en general. 2001 era su primer año con el equipo de Luis D'Antin, y  llega a los 45 puntos, más del doble de lo que consiguió en 2000, aunque eso solo le sirvió para acabar 16 en la general. El campeonato se transformó en MotoGP en 2002, a pesar de que sólo hizo 5 apariciones, y no corrió nada en 2003.

### Años recientes
En 2004, Cardoso ganó el título de Formula Extreme en español y, en 2005, se trasladó al Campeonato del Mundo de Superbike, con el equipo DFXtreme Yamaha. Fue altamente competitivo en las pruebas, pero luchó para terminar las carreras, llegando a ser el 31 en general. Sin embargo, regresó a MotoGP y D'Antin en 2006, compitiendo con una Ducati del 2005 y como compañero del alemán Alex Hofmann. Con el equipo de WCM ausente, y el equipo Roberts con los motores Honda, ellos y Tech 3 Yamaha son los únicos equipos privados del Mundial, por lo que  generalmente solo tienen a James Ellison de Tech 3 cerca de ellos en la parte inferior de las hojas de tiempo.

## Resultados

### Campeonato del Mundo
Sistema de puntuación de 1993 hasta 2022:
| Posición | 1.º | 2.º | 3.º | 4.º | 5.º | 6.º | 7.º | 8.º | 9.º | 10.º | 11.º | 12.º | 13.º | 14.º | 15.º |
| Puntos   | 25  | 20  | 16  | 13  | 11  | 10  | 9   | 8   | 7   | 6    | 5    | 4    | 3    | 2    | 1    |

#### Carreras por año
| Año  | Cat.   | Moto      | 1       | 2       | 3       | 4       | 5       | 6       | 7       | 8       | 9       | 10      | 11      | 12      | 13      | 14      | 15      | 16      | 17      | Ptos. | Pos. |
| ---- | ------ | --------- | ------- | ------- | ------- | ------- | ------- | ------- | ------- | ------- | ------- | ------- | ------- | ------- | ------- | ------- | ------- | ------- | ------- | ----- | ---- |
| 1993 | 125cc  | Aprilia   | AUS -   | MAL -   | JPN -   | SPA Ret | AUT -   | GER -   | NED -   | EUR -   | RSM -   | GBR -   | CZE -   | ITA -   | USA -   | FIM -   |         |         |         | 0     | -    |
| 1994 | 250cc  | Aprilia   | AUS 19  | MAL Ret | JPN Ret | SPA 15  | AUT Ret | GER 21  | NED Ret | ITA Ret | FRA Ret | GBR 19  | CZE Ret | USA 20  | ARG 15  | EUR Ret |         |         |         | 2     | 31.º |
| 1995 | 250cc  | Aprilia   | AUS 8   | MAL 13  | JPN 7   | SPA 17  | GER 17  | ITA 12  | NED Ret | FRA Ret | GBR 16  | CZE 13  | BRA 14  | ARG Ret | EUR 12  |         |         |         |         | 33    | 16.º |
| 1996 | 250cc  | Aprilia   | MAL Ret | IND Ret | JPN 23  | SPA -   | ITA DNS | FRA Ret | NED Ret | GER -   | GBR -   | AUT Ret | CZE Ret | IMO 13  | CAT Ret | BRA Ret | AUS Ret |         |         | 3     | 31.º |
| 1997 | 250cc  | Yamaha    | MAL Ret | JPN 20  | SPA 10  | ITA Ret | AUT Ret | FRA Ret | NED Ret | IMO 14  | GER Ret | BRA 15  | GBR 13  | CZE 11  | CAT 14  | INA Ret | AUS Ret |         |         | 19    | 21.º |
| 1998 | 250cc  | Yamaha    | JPN 8   | MAL 10  | SPA Ret | ITA 8   | FRA 13  | MAD 5   | NED Ret | GBR 10  | GER 7   | CZE 10  | IMO 12  | CAT Ret | AUS Ret | ARG Ret |         |         |         | 61    | 11.º |
| 1999 | 500cc  | TSR-Honda | MAL Ret | JPN 14  | SPA Ret | FRA Ret | ITA Ret | CAT 12  | NED 16  | GBR Ret | GER -   | CZE DNS | IMO Ret | VAL Ret | AUS Ret | RSA 17  | BRA 17  | ARG 16  |         | 6     | 26.º |
| 2000 | 500cc  | Honda     | RSA 11  | MAL 13  | JPN Ret | SPA Ret | FRA -   | ITA 13  | CAT DNS | NED     | GBR Ret | GER 12  | CZE 16  | POR 16  | VAL 12  | BRA 16  | PAC DNQ | AUS DNQ |         | 19    | 18.º |
| 2001 | 500cc  | Yamaha    | JPN Ret | RSA 13  | SPA Ret | FRA 13  | ITA 11  | CAT 14  | NED 12  | GBR Ret | GER 13  | CZE 13  | POR 10  | VAL 17  | PAC 13  | AUS Ret | MAL 11  | BRA 8   |         | 45    | 16.º |
| 2002 | MotoGP | Yamaha    | JPN -   | RSA -   | SPA -   | FRA 16  | ITA -   | CAT -   | NED -   | GBR -   | GER 13  | CZE -   | POR -   | BRA 11  | PAC -   | MAL 16  | AUS 15  | VAL Ret |         | 9     | 23.º |
| 2004 | 250cc  | Yamaha    | RSA -   | SPA -   | FRA -   | ITA -   | CAT DNQ | NED -   | BRA -   | GER -   | GBR -   | CZE -   | POR -   | JPN -   | QAT -   | MAL -   | AUS -   | VAL -   |         | 0     | -    |
| 2006 | MotoGP | Ducati    | SPA Ret | QAT 16  | TUR Ret | CHN 17  | FRA Ret | ITA 17  | CAT 11  | NED 17  | GBR 15  | GER 14  | USA 16  | CZE Ret | MAL 17  | AUS 17  | JPN Ret | POR 14  | VAL Ret | 10    | 20.º |

| Color     | Resultado                                                               |
| --------- | ----------------------------------------------------------------------- |
| Oro       | Ganador                                                                 |
| Plata     | 2.ª plaza                                                               |
| Bronce    | 3.ª plaza                                                               |
| Verde     | Finalizó en los puntos                                                  |
| Azul      | Finalizó sin puntos                                                     |
| Azul      | NC - No clasificado                                                     |
| Violeta   | Ret - No terminó (Carrera)                                              |
| Rojo      | DNQ - No se clasificó                                                   |
| Negro     | DSQ - Descalificado                                                     |
| Blanco    | DNS - No empezó (carrera)                                               |
| Blanco    | WD - Retirado (fin de semana)                                           |
| Blanco    | C - Carrera cancelada                                                   |
| Sin color | DNP - Inscrito pero no participó                                        |
| Sin color | INJ - Lesionado                                                         |
| Sin color | EX - Excluido                                                           |
| Estado    | Resultado                                                               |
| Negrita   | Pole position                                                           |
| Cursiva   | Vuelta rápida                                                           |
| †         | Abandona, pero clasifica al completar el porcentaje requerido para ello |

### Mundial de Superbikes

#### Carreras por año
(Carreras en negrita indica pole position, carreras en cursiva indica vuelta rápida)
| Año  | Marca  | 1       | 1       | 2       | 2       | 3       | 3       | 4      | 4       | 5     | 5       | 6      | 6       | 7      | 7       | 8      | 8       | 9      | 9       | 10     | 10      | 11  | 11  | 12  | 12  | Pts. | Pos. |
| Año  | Marca  | R1      | R2      | R1      | R2      | R1      | R2      | R1     | R2      | R1    | R2      | R1     | R2      | R1     | R2      | R1     | R2      | R1     | R2      | R1     | R2      | R1  | R2  | R1  | R2  | Pts. | Pos. |
| ---- | ------ | ------- | ------- | ------- | ------- | ------- | ------- | ------ | ------- | ----- | ------- | ------ | ------- | ------ | ------- | ------ | ------- | ------ | ------- | ------ | ------- | --- | --- | --- | --- | ---- | ---- |
| 2005 | Yamaha | QAT Ret | QAT Ret | AUS Ret | AUS Ret | SPA Ret | SPA Ret | ITA 19 | ITA Ret | EUR 9 | EUR Ret | SMR 13 | SMR Ret | CZE 16 | CZE Ret | GBR 20 | GBR Ret | NED 17 | NED Ret | GER 13 | GER Ret | ITA | ITA | FRA | FRA | 13   | 24.º |